# 萨拉·雅各布斯
萨拉·约瑟芬·雅各布斯（英語：Sara Josephine Jacobs，1989年2月1日—）为美国政治人物，是加利福尼亞州第五十三國會選區的聯邦眾議員。她所在的选区包括聖地牙哥的中部和东部市区，以及部分东部郊区，如 埃尔卡洪、拉米萨、泉谷和 莱蒙格罗韦。雅各布斯是民主党员，也是加州国会代表团中最年轻的成员。